# Liste des maires d'Astugue

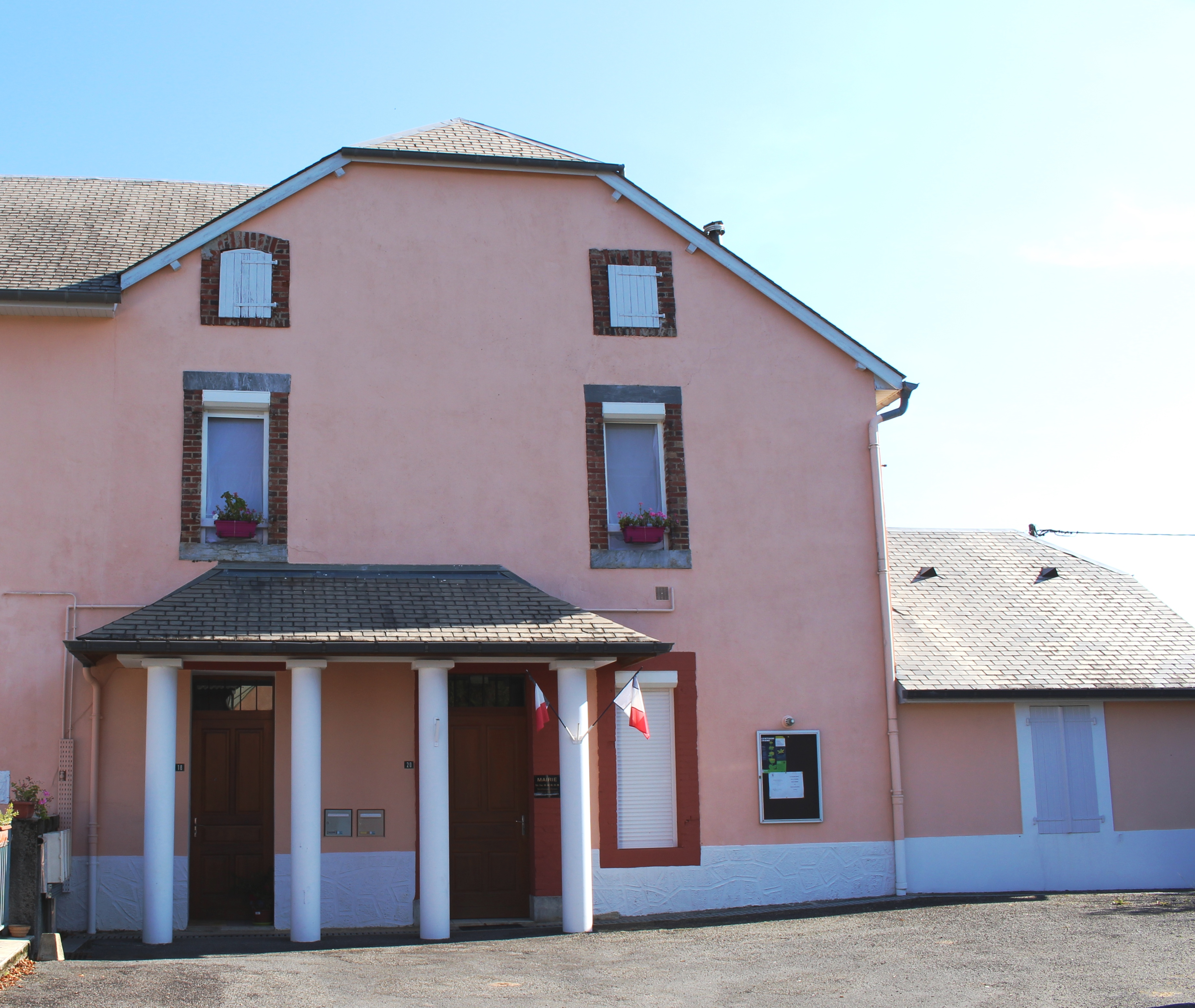
La mairie en 2017.

## Liste des maires
| Période   | Période   | Identité                | Étiquette | Qualité       |
| --------- | --------- | ----------------------- | --------- | ------------- |
| 1792      | 1794      | Jacques Artigusse       |           |               |
| 1794      | 1796      | Jean Doléac             |           |               |
| 1796      | 1800      | Dominique Laborde       |           |               |
| 1800      | 1810      | Jean Marie Duclos       |           |               |
| 1810      | 1848      | Pierre Barthélémi Cénac |           |               |
| 1848      | 1851      | Jean Marie Duclos       |           |               |
| 1851      | 1855      | Pierre Barthélémi Cénac |           |               |
| 1855      | 1881      | Vincent Cénac           |           |               |
| 1881      | 1895      | Pierre Doléac           |           |               |
| 1896      | 1896      | Jean Marie Frances      |           |               |
| 1896      | 1908      | Désiré Cénac            |           |               |
| 1908      | 1910      | Simon Artigusse         |           |               |
| 1910      | 1919      | Pierre Doléac           |           |               |
| 1919      | 1925      | Simon Lerbey            |           |               |
| 1925      | 1931      | Jean Siméon Duffourc    |           |               |
| 1931      | 1945      | Lucien Laborde          |           |               |
| 1945      | 1947      | Dominique Laborde       |           |               |
| 1947      | mars 1977 | Frédéric Menvielle      |           |               |
| mars 1977 | mars 1983 | Abel Mengelle           |           |               |
| mars 1983 | mars 2009 | Jean-Paul Rigal         |           |               |
| mars 2009 | en cours  | Serge Marquerie         | DVG       | Fonctionnaire |